# Radomsko
Radomsko is een stad in het Poolse woiwodschap Łódź, gelegen in de powiat Radomszczański. De oppervlakte bedraagt 51,45 km², het inwonertal 49.487 (2005).

## Verkeer en vervoer
- Station Radomsko

## Geboren
- Tadeusz Różewicz (1921-2014), toneelschrijver en dichter